# 진양폴리우레탄
진양폴리우레탄 주식회사는 경기도 평택시에 본사를 둔 플라스틱 발포 성형제품 제조업체이다.

### 내용주
1. ↑  조영태 대표이사의 중도사임